# Истису (Исмаиллинский район)
Истису (азерб. İstisu, лезг. Жангу) — село в Исмаиллинском районе Азербайджана.

## Этимология
Название села в переводе с азербайджанского означает теплая вода.

## География
Расположено в 25 километрах, к северо-западу от города Исмаиллы.

## История
Село основали лезгины, которые являются выходцами из соседнего села Каладжык. Древнее название села — Джангу; по сообщениям, происходит от лезгинских слов «чан» (душа, а также как обращение) и «гъуц» (бог, божество). Нынешнее название село получило в 30-х гг. 20 века и связано с наличием тут горячих серных источников.

## Население
Согласно официальной переписи 2009 года, население села составляло 912 человек. Согласно данным на официальном сайте исполнительной власти района в селе проживает 1225 человек, большинство населения — лезгины. В селе также проживают таты.  
Родовые патронимы
Исторически лезгинская часть села делится на следующие родовые патронимы — тухумы (лезг. Сихилар): Игъирар, Самалчияр, Дембилвияр, Къурушар, Багъияр, Мугъулар.